# Henryk Birecki
Henryk Birecki, do 1950 Hersz Dawid Birenbaum albo Birnbaum (ur. 16 marca 1916 w Dąbrowie, zm. po 1968) – polski dyplomata, stały przedstawiciel przy Organizacji Narodów Zjednoczonych (1951–1956).

## Życiorys
Syn Maurycego. Od 1 stycznia 1949 do 31 sierpnia 1968 był pracownikiem Ministerstwa Spraw Zagranicznych. Od 26 listopada 1959 do 26 października 1961 członek Komitetu POP Polskiej Zjednoczonej Partii Robotniczej MSZ. Od 1 stycznia 1949 do 30 listopada 1949 pracował jako II i I sekretarz Ambasady w Paryżu. Od 15 marca 1950 do 30 marca 1951 na stanowisku dyrektora Protokołu Dyplomatycznego MSZ. Od 1 lipca 1951 do 30 września 1956 pełnił funkcję Ambasadora Nadzwyczajnego i Pełnomocnego – Stałego Przedstawiciela PRL przy Organizacji Narodów Zjednoczonych w Nowym Jorku. Po powrocie do Polski, od 1 października 1956 do 4 grudnia 1959 był dyrektorem Departamentu II (państwa Europy Zachodniej), zaś od 5 grudnia 1959 do 31 sierpnia 1968 dyrektorem Departamentu Współpracy Kulturalnej i Naukowej. Był członkiem Kolegium MSZ (1959–1968) i oceniany jako najbliższy doradca ministra Adama Rapackiego. Z pracy w MSZ odszedł wraz z Rapackim w 1968. Wyjechał do Francji. Podczas pobytu na emigracji ujawnił m.in. kulisy prowadzonych przez władze PRL akcji wymierzonych w Radio Wolna Europa, „Kulturę" i polską emigrację. Według Bireckiego tzw. plan Rapackiego nie był autorstwa ministra, lecz został narzucony przez ZSRS.
Był żonaty z Francuzką.

## Ordery i odznaczenia
- Krzyż Komandorski Orderu Odrodzenia Polski „za zasługi w dziedzinie służby zagranicznej” (20 lipca 1954)[4]
- Krzyż Oficerski Orderu Odrodzenia Polski „za zasługi w pracy społecznej” (24 listopada 1947)[5]
- Order Sztandaru Pracy II klasy (1964)[6]